# Heinrich Göseken

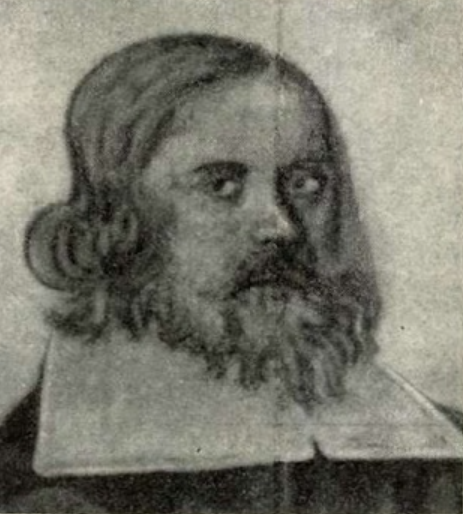
Heinrich Göseken (1612–1681)

Heinrich Göseken d. Ä. (* 13. April 1612 in Hannover; † 24. Novemberjul. / 4. Dezember 1681greg. in Kullamaa, Estland) war ein in Estland tätiger deutscher Theologe und Sprachforscher.

## Leben
Heinrich Göseken wurde als Sohn von Burchard Göseken und dessen Frau, Catharina Bohse geboren. Sein Vater war Oldermann der Kaufmänner-Gilde von Hannover.
Heinrich Göseken besuchte von 1624 bis 1627 die Schule in Hildesheim, anschließend die Gymnasien in Lemgo (1627–1629) und Lippstadt (1629–1631). Von 1631 bis 1634 studierte er an der Universität Rostock und 1636/37 an der Universität Königsberg.
Er war von 1634 bis 1636 als Hauslehrer bei dem schwedischen Hofpastor Johan Rothlöben beschäftigt. 1637 kam er in Tallinn (Reval) an. Dort lernte er den Superintendenten von Estland, Nils Gaza, und den Rektor des Tallinner Gymnasiums, Heinrich Vulpius d. Ä. kennen. Rasch muss er sich die estnische Sprache angeeignet haben.
Nach seiner Zeit in der estnischen Hauptstadt war Göseken Pastor in den Kirchengemeinden von Kirbla (Kirrefer, 1638), Harju-Madise (1639–1641) und Kullamaa (Goldenbeck, 1641–1681). Er wurde 1647 zum Propst von Läänemaa (Wiek) ernannt und war ab 1659 Assessor des königlichen Konsistoriums in Tallinn.
Heinrich Göseken starb wahrscheinlich an der grassierenden Pest. An ihn erinnert bis heute ein Epitaph in der Johannes-Kirche von Kullamaa aus dem Jahr 1681.

## Estnische Sprache
Als wichtigste Arbeit Gösekens gilt sein Handbuch der (nord)estnischen Sprache. Es erschien 1660 unter dem Titel Manuductio ad Linguam Oesthonicam („Anführung zur estnischen Sprache“). Göseken orientiert sich dabei ausdrücklich an den früheren Grammatiken zur estnischen Sprache von Heinrich Stahl († 1657) und Johann Gutslaff († 1657). Das Werk enthält neben einer estnischen Grammatik ein umfangreiches deutsch-estnische Wörterverzeichnis mit etwa 9.000 Einträgen. Darin enthalten sind auch etymologische Hinweise. Vornehmlich stützt es sich auf den Dialekt von Kullamaa und Umgebung. Außerdem verzeichnet Göseken 67 estnische Sprichwörter, 25 Redewendungen und zwei Rätsel.
Göseken verfasste darüber hinaus Gelegenheitsgedichte in lateinischer, deutscher und estnischer Sprache. Er übersetzte zahlreiche Kirchenlieder und Gebete ins Estnische. Das Manuskript einer Übersetzung des Neuen Testaments ins Estnische, an der er mit Johann Gutslaff arbeitete, ist verloren gegangen.
1656 erschien das Neu Ehstnische Gesangbuch. Etwa die Hälfte der darin enthaltenen, gereimten Lieder, insgesamt 127, stammt aus der Übersetzung Gösekens. Es blieb lange Zeit das Standard-Gesangbuch der protestantischen Gemeinden in Estland.

## Werke
- Manuductio ad Linguam Oesthonicam, Anführung zur Öhstnischen Sprache, Bestehend nicht alleine in etlichen praeceptis und observationibus, Sondern auch In Verdolmetschung vieler Teutschen Wörter. Der Öhstnischen Sprache Liebhabern mitgetheilet Von HENRICO GÖSEKENIO, Hannovera-Brunsvigo, Der Christlichen Gemeine zu Goldenberg in der Wyck Pastore, der umbliegenden Land Kirchen Praeposito, und des Königl. Consistorij zu Reval ordinario Assessore., Reval: Adolph Simon, 1660  (Digitalisierte Fassung); Nachdruck 1977

- Neu Ehstnisches Gesangbuch, Worinnen die Kirchen-Gesänge Sel. Hn. Lutheri und anderer Gottseligen Männer in die gewöhnliche Melodeyen und gleiche Reimen verfasset sind. Zum Aufnehmen der Gemeine Gottes in Ehstland wolmeinentlich verfertiget und zum Druck übergeben Von Etlichen Pfarrherren im selbigen Lande. Reval, Gedruckt bey Adolph Simon, Gymn. Buchd. 1656.

## Privatleben
Heinrich Göseken war drei Mal verheiratet. In Stockholm heiratet er Dorothea Siegel, die Tochter des einflussreichen Tallinner Kaufmanns Martin Siegel und Witwe von Johann Weideling (1603–1635), der außerordentlicher Professor an der Universität Tartu (Dorpat) gewesen war. Göseken hatte mit ihr sieben Kinder. Nach dem Tod Dorotheas 1650 heiratete er Magdalena von Howen († 1672). Sie war die Tochter des schwedischen Rittmeisters Heinrich von Howen, dem unter anderem Güter in Lümanda und in Finnland gehörten. Aus der Ehe wurden drei Töchter geboren. Gösekens dritte Ehefrau war Judith von Berg, die Tochter eines wohlhabenden deutschbaltischen Gutsherren.
Von seinen Nachfahren wurde vor allem Gösekens Sohn aus erster Ehe, Heinrich Göseken d. J. (1645–1705), bekannt. Er war ab 1672 Pfarrer der protestantischen Kirchengemeinde von Mihkli (Sankt Michaelis). Ab 1682 arbeitete Heinrich Gösekens d. J. an der Verbesserung der estnischsprachigen Übersetzung des Neuen Testaments.